# Hlediště

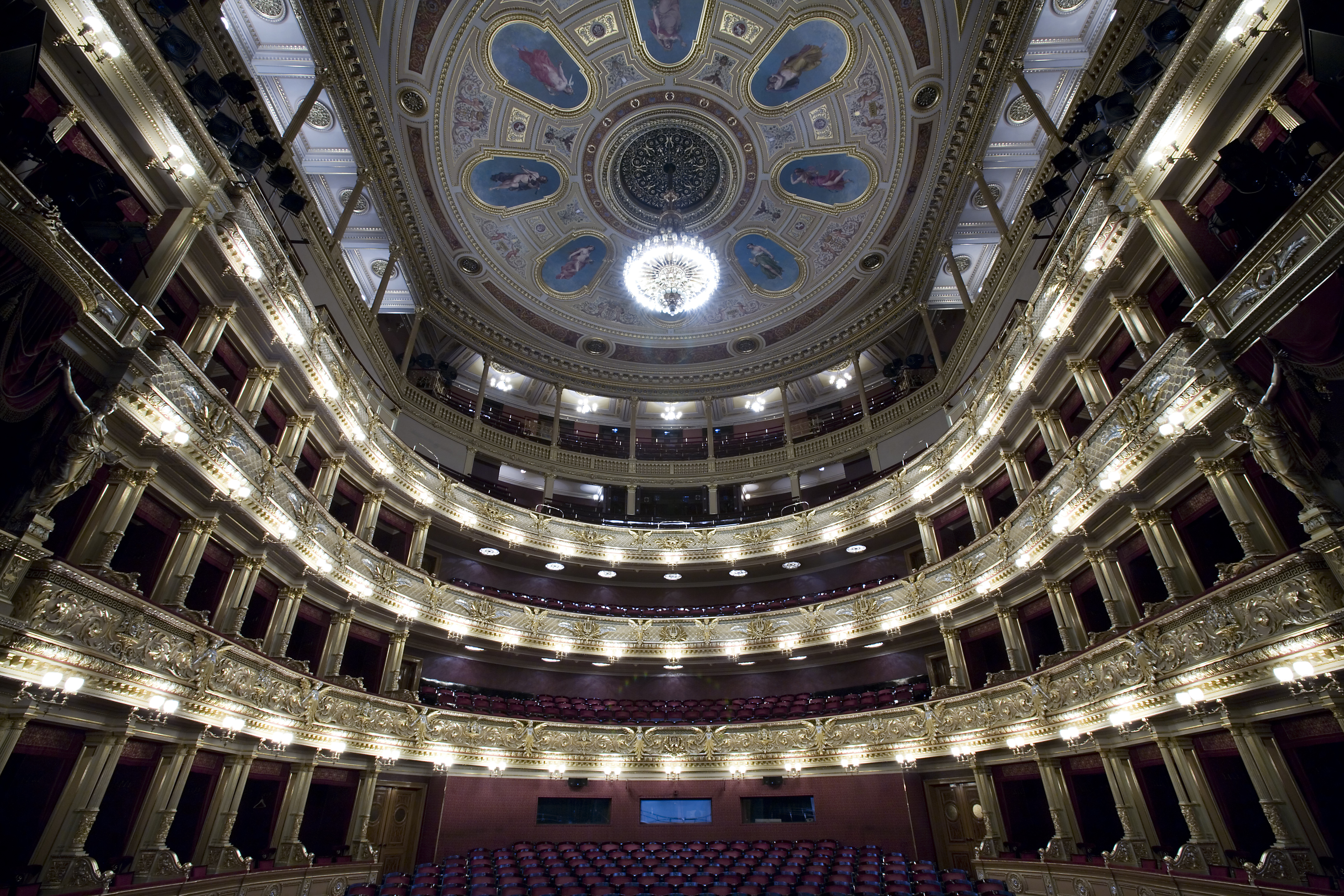
Hlediště Národního divadla v Praze

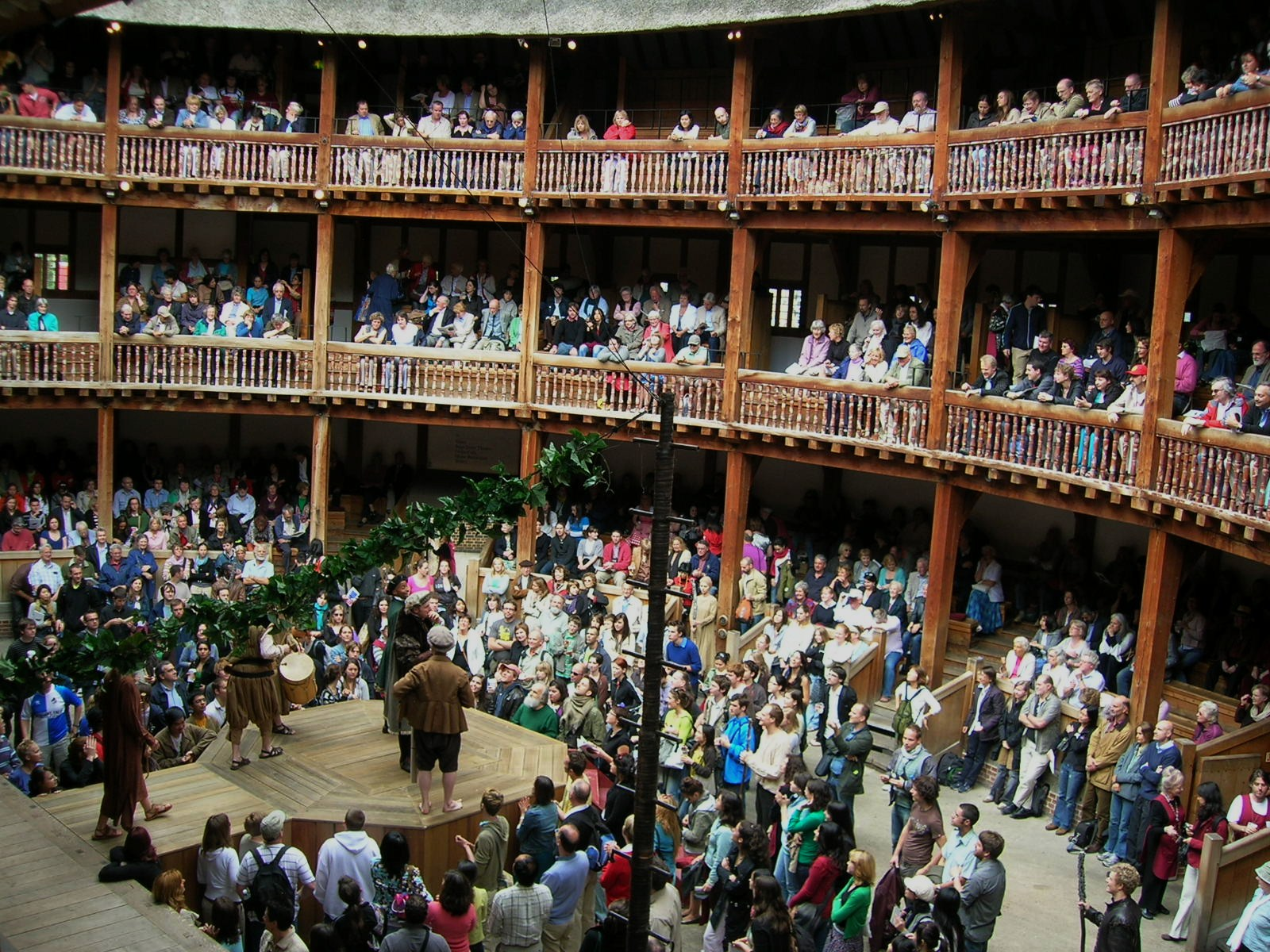
Hlediště Shakespearova divadla Globe v Londýně (nová replika)

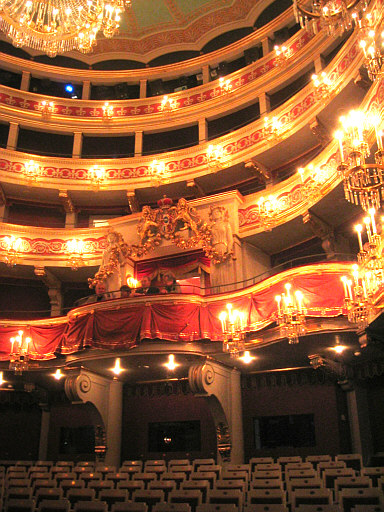
Hlediště Městského divadla v německém Řezně

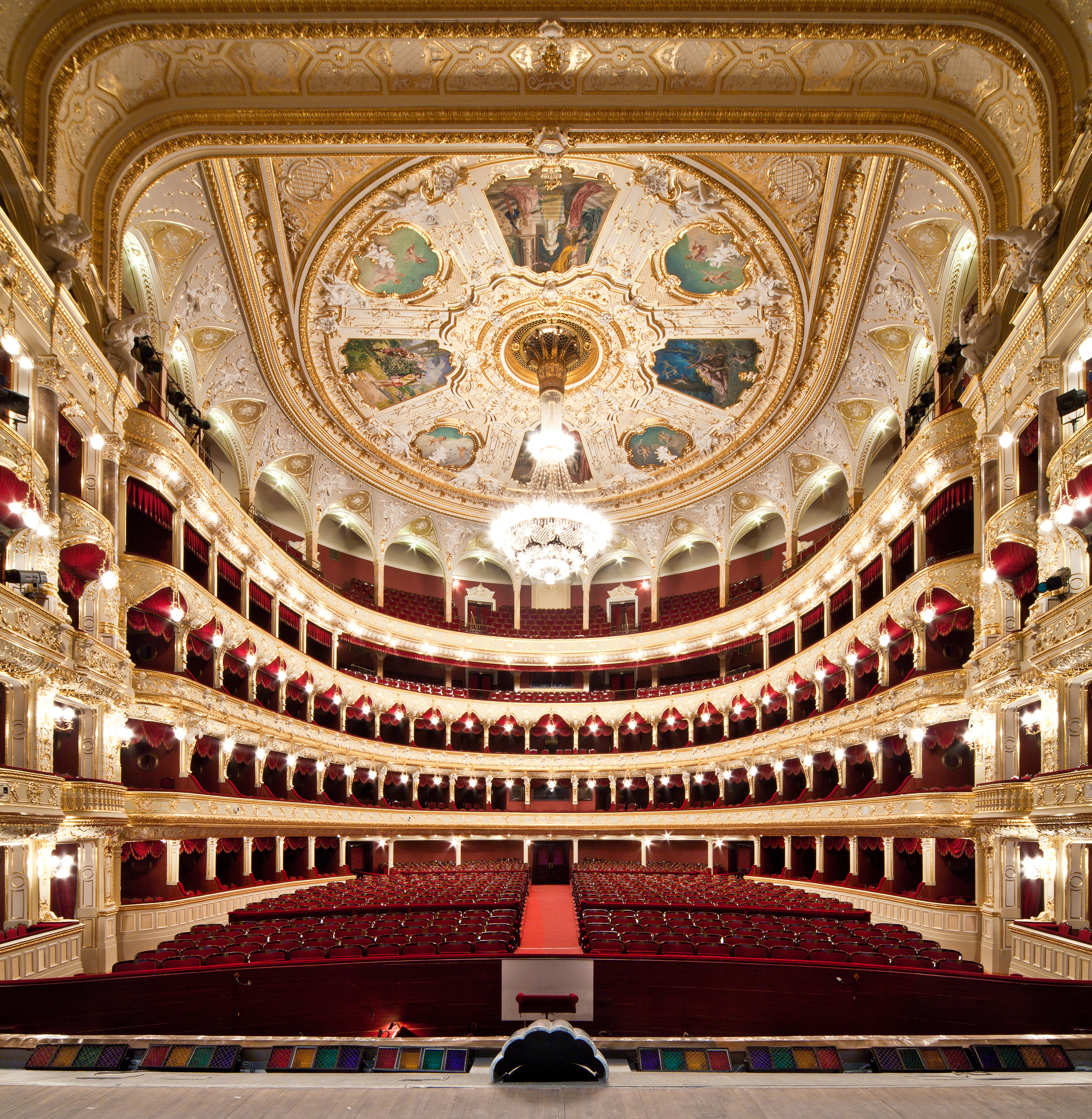
Hlediště hlavní scény Divadla opery a baletu v Oděse

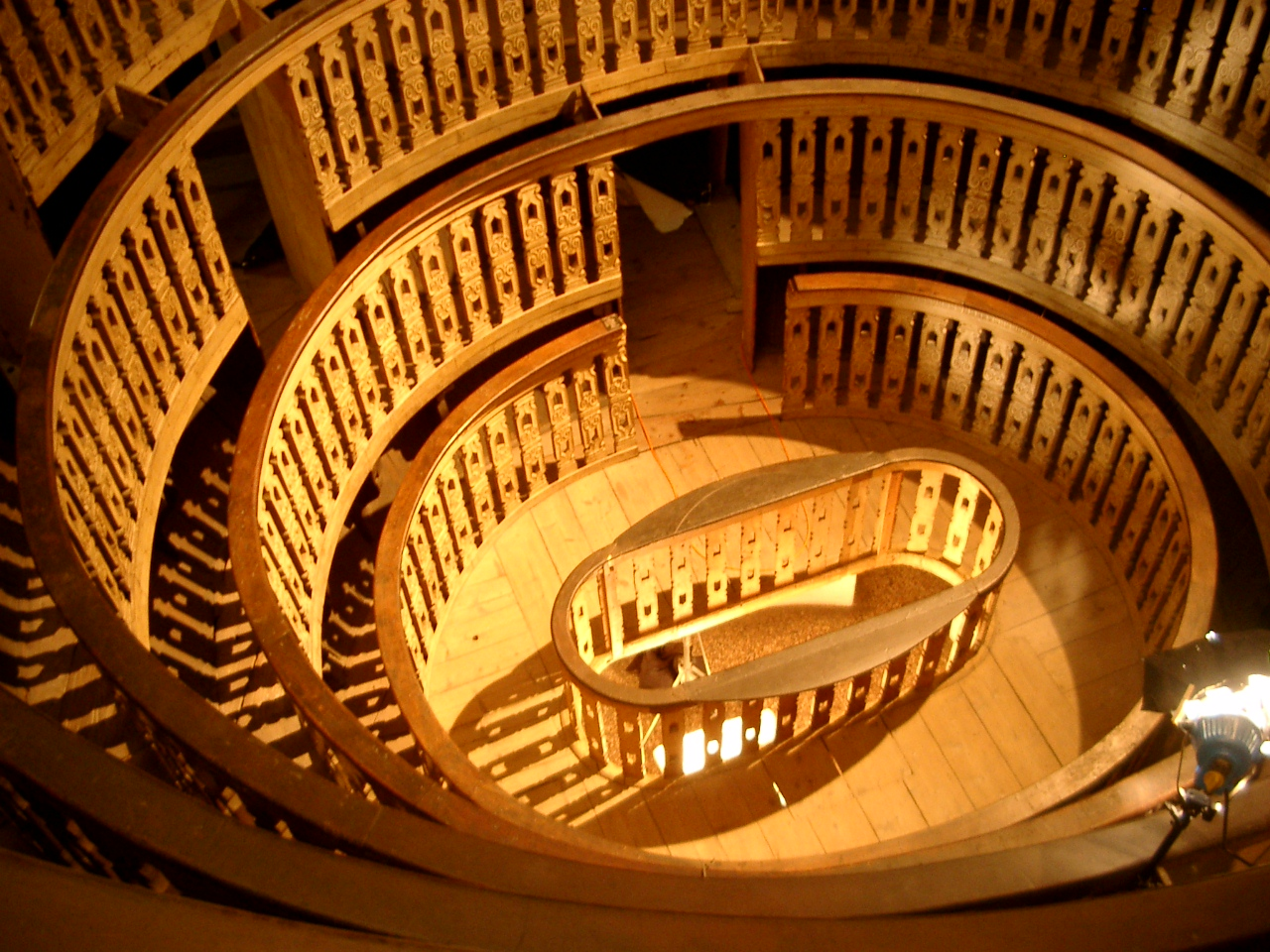
Hlediště sálu pro anatomii lékařské fakulty univerzity v Padově

Hlediště je obvykle pevně ohraničený prostor pro hromadné sledování veřejného (či privátního) představení. Hlediště je určeno pro diváky nebo posluchače koncertů (pak se nazývá auditorium). Ti pozorují, poslouchají nebo se také aktivně účastní představení (například v divadle, kině, koncertním sále nebo na stadionu). Hlediště je vybaveno pro sezení nebo stání. Podlaha hlediště v nově budovaných objektech je pro lepší viditelnost jeviště šikmá nebo po řadách odstupněná.

## Divadelní hlediště
- tradičních kamenných divadel má tvar písmene U nebo podkovy a uspořádání sedadel patrové (parter, lóže, balkóny, galerie) a je kryté střechou. Bývá většinou odděleno od jeviště proscéniem (orchestřištěm), portálem a oponou. V dolní části portálu (to je před hledištěm) je navíc instalována rampa. Hlediště šlechtických divadel 18.-19. století mívalo lóže a balkóny i po stranách jeviště a někdy také nad jevištěm.
- amfiteátry mají polokruhové hlediště, zpravidla z kamenných bloků a nebývají kryté střechou. Podobně je to u příležitostných prostor zvaných open air space.
- tradiční dřevěná divadla, jako bylo Shakespearovo Divadlo Globe v Londýně, mají hlediště jen zčásti zastřešená. Diváci v kruhovém parteru mají dobrý výhled na jeviště, ale stojí a mohou být ohroženi deštěm.
- moderních či avantgardních stabilních divadel má obdélný, lichoběžný či jiný tvar. Hlediště může být pro některá představení prohozeno s jevištěm; nebo se v hledišti (parteru, lóži či na balkóně) odehrávají některé scény představení
- mobilní: otočné (otáčivé) hlediště
- Hlediště v kinech bývají oddělena pouze volným prostorem, ve starších objektech byla často instalována rampa i opona (například pražské kino Lucerna).

## Ostatní
Arény mají kruhová nebo oválná hlediště se stupňovitě uspořádanými řadami sedadel:
- Sportovní stadiony: je vždy odděleno, především z bezpečnostních důvodů, často mívá několik zón: zábradlí, skleněná stěna, volný prostor.
- Arény pro býčí zápasy mají před hledištěm vysoké bednění, aby je býk nedokázal přeskočit
- Cirkusová hlediště mívají nízké zábradlí, jen před drezúrou šelem se instalují mříže.

## Vstupenky
Vstup do hlediště obvykle není volný. Divák musí před vstupem prokázat, že zaplatil vstupné. K tomu slouží tzv. vstupenka, kartička, lístek, který prokazuje zaplacení vstupného, eventuálně další údaje (název představení, datum a čas jeho začátku, číselné označení místa). Stále častěji jsou vstupenky jen elektronické v podobě QR kódu, čárového kódu, nebo se po zaplacení vydávají plastové náramky. Vstupenky se často používají i při vstupu zdarma. Na každé představení pořadatel vydává tolik vstupenek, kolik odpovídá kapacitě hlediště. Pokud do hlediště vstupují pouze diváci se vstupenkami, je zajištěna jejich větší bezpečnost a nehrozí přeplnění hlediště. Permanentní vstupenky (permanentky) jsou placené pro sérii představení nebo celou sezónu. Opouštějí-li diváci divadlo či arénu o přestávce, mohou být po návratu znovu kontrolováni.